# Hengst (paard)
Een hengst is een mannelijk paard.

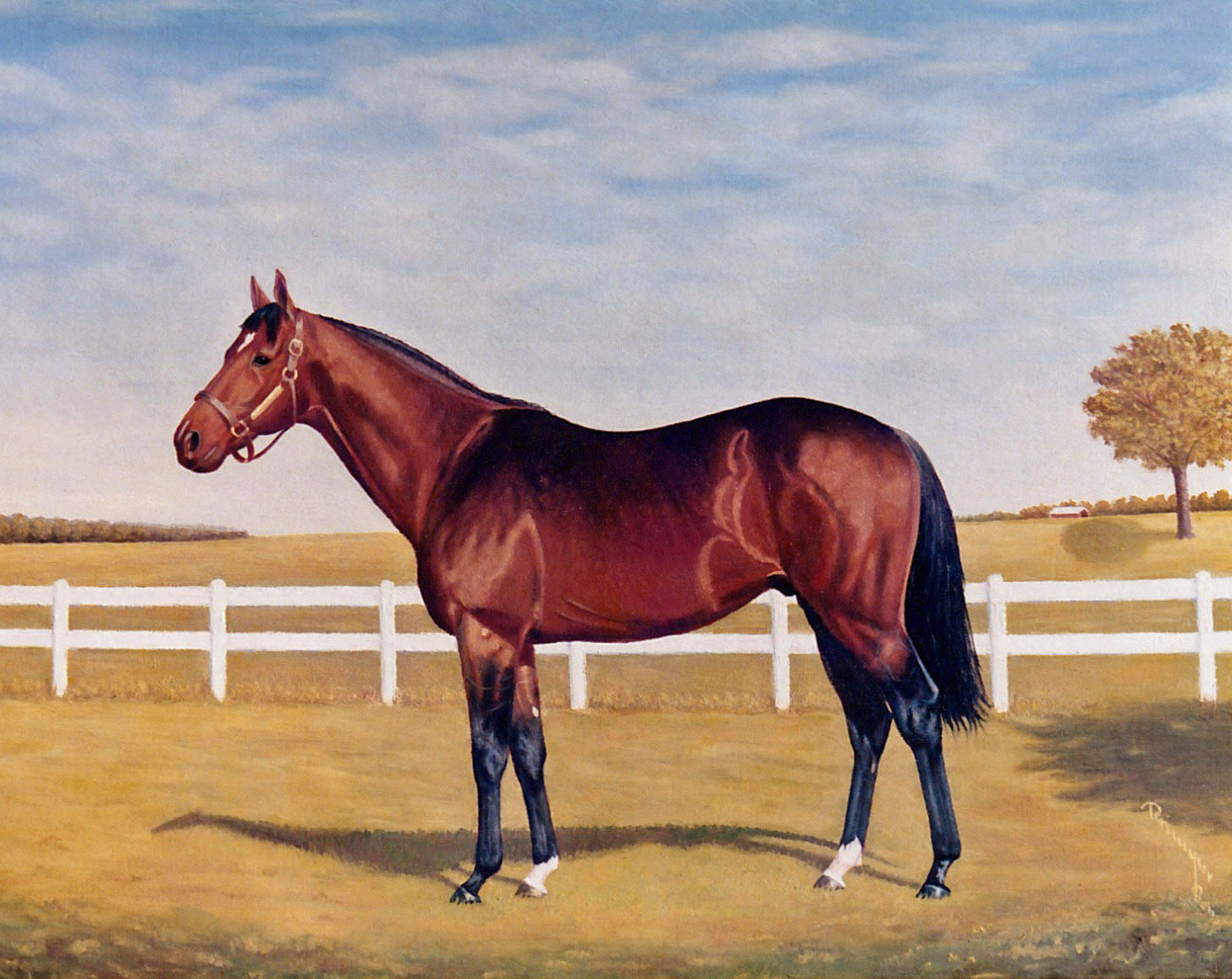
Lou Piget, olieverf op doek van de schilder Bob Demuyser (1920-2003), hengst voor de fokkerij in Frankrijk vanaf 1983 tot 1994.

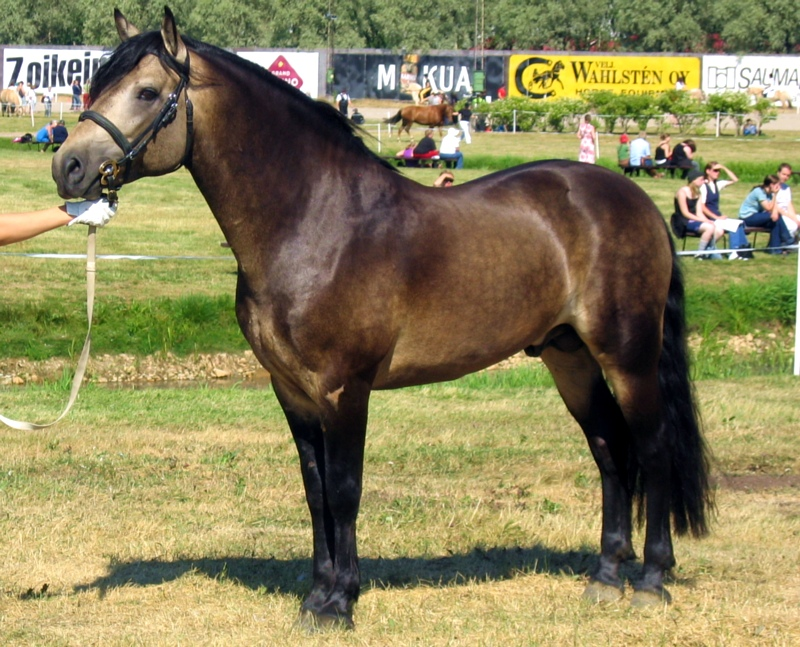
Een Connemara hengst

Een hengst heeft over het algemeen een krachtige lichaamsbouw en een zware hals. Een hengst is meestal vierkanter gebouwd dan een merrie. Ook gedraagt een hengst zich meestal anders dan een merrie. Hij let meer op zijn omgeving en bruist vaak van energie. 
Er wordt vaak gezegd dat hengsten sneller afgeleid zijn dan merries, vooral in de paartijd. Aan de andere kant zouden ze sneller te beleren zijn.
Een hengst die door mensen is geselecteerd en door het stamboek is goedgekeurd om nakomelingen te verwekken wordt een dekhengst genoemd. Een gecastreerde hengst wordt ruin genoemd. Als een of beide teelballen niet is ingedaald en de hengst daardoor onvruchtbaar is wordt het dier een klophengst
genoemd.

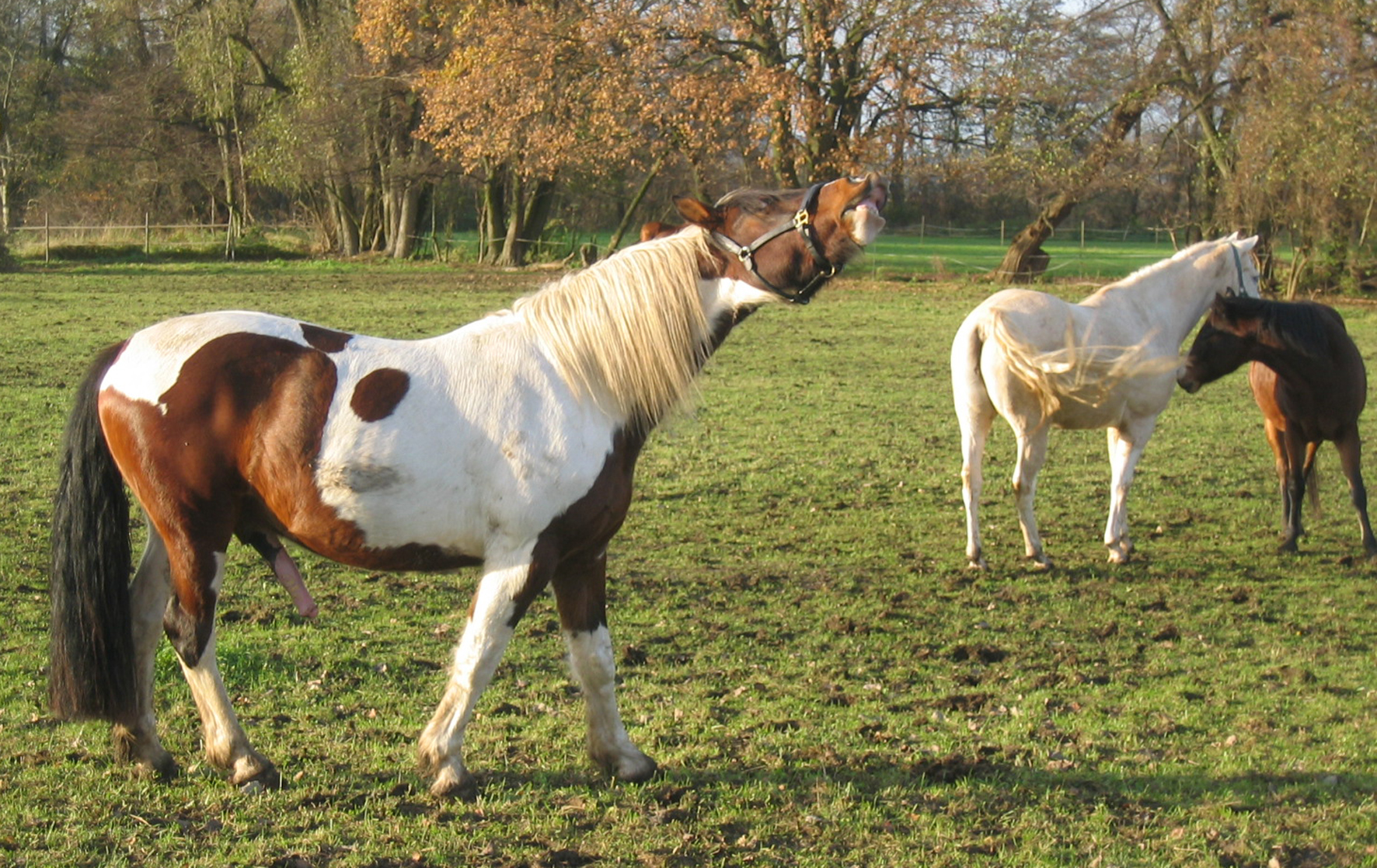
Een typisch hengstengebaar
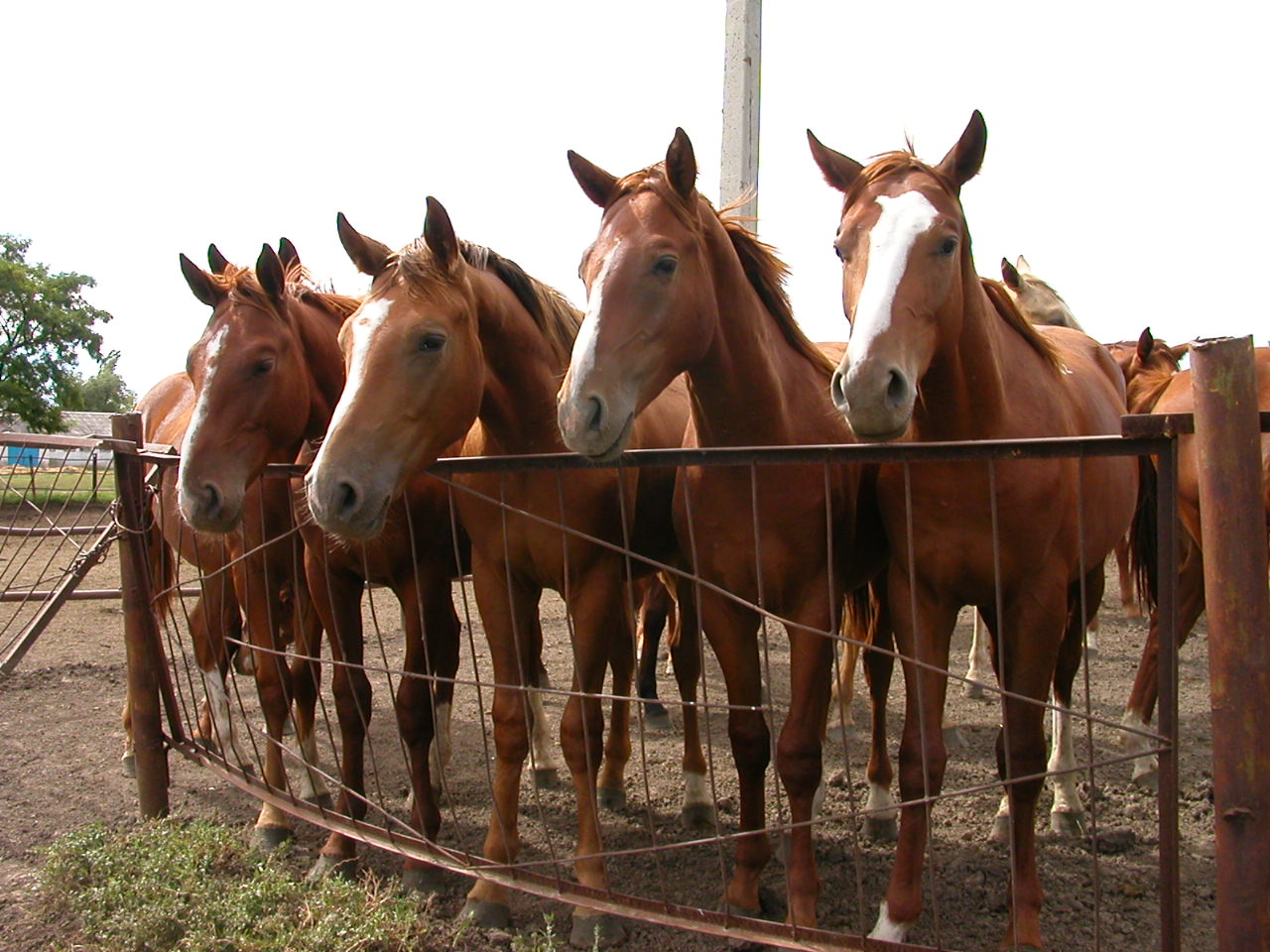
Tweejarige budjonny hengsten
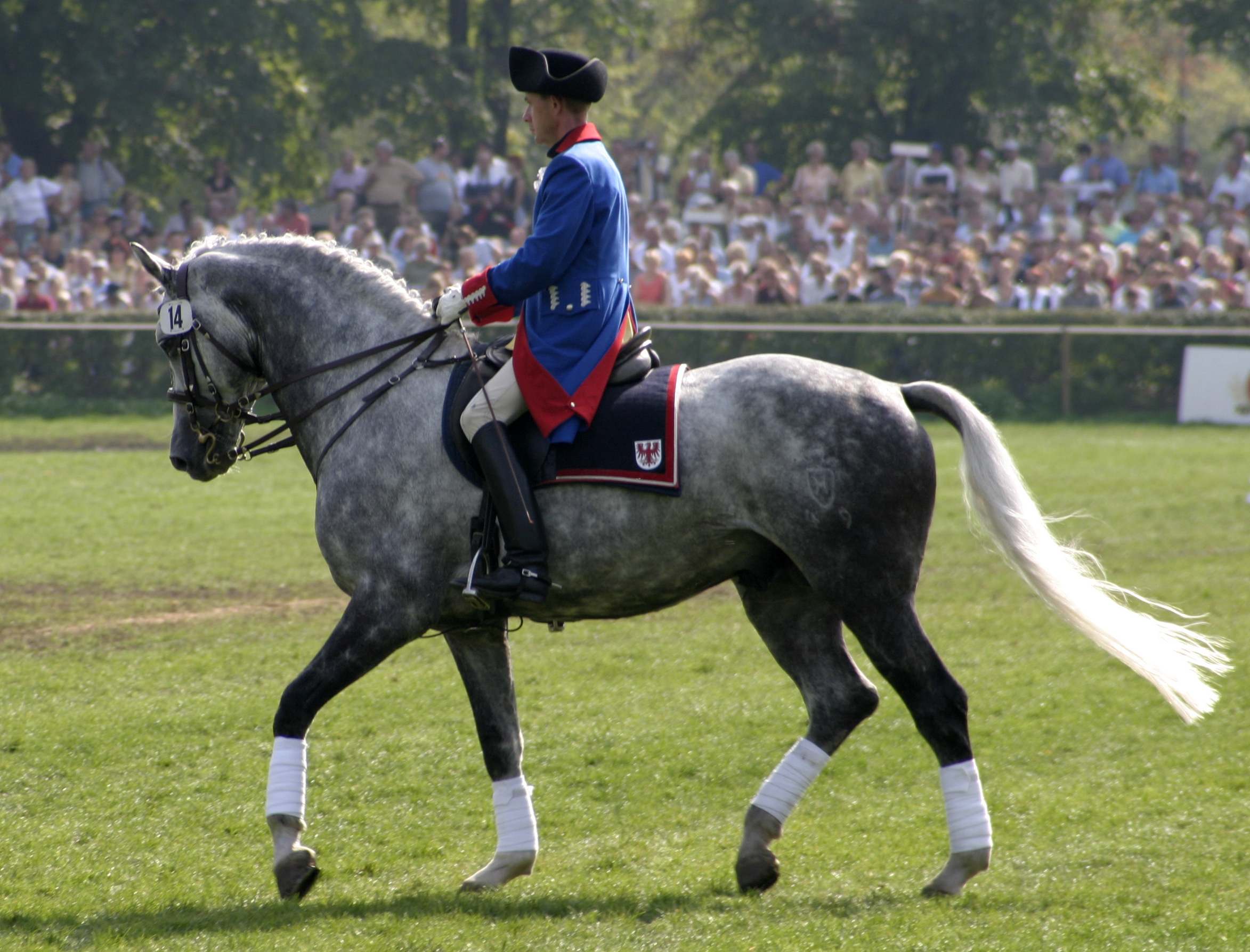
Holsteiner dekhengst